# Collegio uninominale Abruzzo - 02 (Camera dei deputati 2020)
Il collegio elettorale uninominale Abruzzo - 02 è un collegio elettorale uninominale della Repubblica Italiana per l'elezione della Camera dei deputati.

## Territorio
Come previsto dalla legge n. 51 del 27 maggio 2019, il collegio è stato definito tramite decreto legislativo all'interno della circoscrizione Abruzzo.
È formato dal territorio dell'intera provincia di Pescara (46 comuni) e da 22 comuni della provincia di Teramo: Alba Adriatica, Arsita, Atri, Bisenti, Castiglione Messer Raimondo, Castilenti, Colonnella, Controguerra, Corropoli, Giulianova, Martinsicuro, Montefino, Morro d'Oro, Mosciano Sant'Angelo, Nereto, Notaresco, Pineto, Roseto degli Abruzzi, Sant'Omero, Silvi, Torano Nuovo e Tortoreto.
Il collegio è parte del collegio plurinominale Abruzzo - 01.

## Eletti
| Elezione | Elezione | Deputato      | Partito           |
| -------- | -------- | ------------- | ----------------- |
|          | 2022     | Guerino Testa | Fratelli d'Italia |

## Dati elettorali

### XIX legislatura
Come previsto dalla legge elettorale, 147 deputati sono eletti con sistema a maggioranza relativa in altrettanti collegi uninominali a turno unico.
| Candidati                                 | Candidati               | Voti    | %     | Liste                                 | Voti    | %     |
| ----------------------------------------- | ----------------------- | ------- | ----- | ------------------------------------- | ------- | ----- |
|                                           | Guerino Testa ✔️ Eletto | 110 633 | 45,91 | Fratelli d'Italia                     | 63 591  | 26,39 |
| Forza Italia                              | Guerino Testa ✔️ Eletto | 110 633 | 45,91 | 26 719                                | 11,09   |       |
| Lega per Salvini Premier                  | Guerino Testa ✔️ Eletto | 110 633 | 45,91 | 19 279                                | 8,00    |       |
| Noi moderati/Lupi - Toti - Brugnaro - UDC | Guerino Testa ✔️ Eletto | 110 633 | 45,91 | 1 044                                 | 0,43    |       |
|                                           | Luciano Di Lorito       | 54 602  | 22,66 | Partito Democratico-IDP               | 41 183  | 17,09 |
| Alleanza Verdi e Sinistra                 | Luciano Di Lorito       | 54 602  | 22,66 | 6 979                                 | 2,90    |       |
| +Europa                                   | Luciano Di Lorito       | 54 602  | 22,66 | 4 876                                 | 2,02    |       |
| Impegno Civico - Centro Democratico       | Luciano Di Lorito       | 54 602  | 22,66 | 1 564                                 | 0,65    |       |
|                                           | Daniele Caruso          | 45 304  | 18,80 | Movimento 5 Stelle                    | 45 304  | 18,80 |
|                                           | Roberto Quercia         | 15 860  | 6,58  | Azione - Italia Viva - Calenda        | 15 860  | 6,58  |
|                                           | Emanuele Mancinelli     | 4 824   | 2,00  | Unione Popolare                       | 4 824   | 2,00  |
|                                           | Giustino D'Uva          | 4 720   | 1,96  | Italexit                              | 4 720   | 1,96  |
|                                           | Lorenzo D'Onofrio       | 2 570   | 1,07  | Italia Sovrana e Popolare             | 2 570   | 1,07  |
|                                           | Anna Rita Iannetti      | 1 430   | 0,59  | Vita                                  | 1 430   | 0,59  |
|                                           | Clementino Crosta       | 755     | 0,31  | Alternativa per l'Italia (PdF - Exit) | 755     | 0,31  |
|                                           | Rossella Sorce          | 256     | 0,11  | Sud chiama Nord                       | 256     | 0,11  |
| Totale                                    | Totale                  | 240 954 | 100   |                                       | 240 954 | 100   |
|                                           |                         |         |       |                                       |         |       |
| Schede bianche                            | Schede bianche          | 4 188   | 1,66  |                                       |         |       |
| Schede nulle                              | Schede nulle            | 7 669   | 3,03  |                                       |         |       |
| Votanti                                   | Votanti                 | 252 811 | 64,13 |                                       |         |       |
| Elettori                                  | Elettori                | 394 220 |       |                                       |         |       |